# Meditazione autunnale
Meditazione autunnale è un dipinto a olio su tela (54x69,8 cm) di Giorgio de Chirico realizzato nel 1912 e conservato in collezione privata a Milano. 

## Descrizione e stile
L'opera, il cui stile è riconducibile alla pittura metafisica tipica di de Chirico, venne dipinto a Firenze, anche se datato a Parigi; questo è il primo di una serie di quadri dedicati alla meditazione, insieme a La meditazione del mattino  e a due diverse opere intitolate La meditazione del pomeriggio. In tutti questi dipinti sono presenti delle statue viste di spalle, che guardano il mare, percepito e non visto attraverso alcuni elementi.
La meditazione autunnale rappresenta una scena architettonica senza elementi umani o viventi. Come in altri due quadri dello stesso periodo, due palazzi delineati semplicemente nella loro muratura fanno da cornice alla statua; l'edificio a sinistra è illuminato dalla luce, mentre l'altro è immerso nell'ombra. Vicino ai piedi della statua vi è un basamento estremamente basso, al quale non è possibile appoggiarsi; a differenza delle altre meditazioni, che erano maggiormente malinconiche in quanto prive di qualsiasi elemento umano e incentrate sull'unica figura della scultura, nel dipinto vi è un bastone da passeggio appoggiato sul muro illuminato, segno del passaggio o della presenza di qualcuno. Lo stesso bastone tornerà in un'opera intitolata Il figliol prodigo.